# Streaming Audio
Streaming Audio oder Audio-Streaming ist eine Variante von Streaming Media, bei der Audiodaten kontinuierlich über ein Rechnernetz übertragen werden. Das Verfahren zählt zu den Massenmedien.

## Übersicht

### Vorteile
Streaming Audio verspricht, insbesondere in seiner Sonderform des Internetradios, ein klassisches Problem des Rundfunks zu lösen: die Frequenzknappheit. Für Rundfunksendungen sind nur bestimmte Ausschnitte des Frequenzspektrums geeignet, daher ist die Anzahl der terrestrisch realisierbaren Kanäle prinzipiell begrenzt.
Kabel-Verteilsysteme, Satellitenkommunikation und Digitalisierung der Übertragungstechnik verringern zwar die Frequenznot, können sie aber nie vollständig beseitigen. Über das Internet lassen sich dagegen unbegrenzt viele „Kanäle“ übertragen. Die einzige physikalische Grenze ist die Brutto-Bandbreite der Datenleitungen zwischen Internet-„Sender“ und Internetradio-„Empfänger“. Darüber hinaus wird die verfügbare Bandbreite dynamisch vergeben und damit nur bei Bedarf verbraucht, eine feste Zuteilung von Sendefrequenzen zur dauerhaften Nutzung ist also nicht erforderlich.

### Digitale Daten und spezielle Formate
Während der traditionelle Hörfunk analoge Signale aussendet, operiert Streaming Audio mit digitalisierten Daten; diese Signale werden in ein spezielles Format gewandelt, das in Datenpakete zerlegt und über ein Netzwerk übertragen werden kann; eine solche Folge von zusammengehörenden Datenpaketen bezeichnet man als Stream.
Die Wandlung in ein spezielles Streaming-Format wird beim Streaming-Anbieter durch einen sogenannten Encoder durchgeführt; dieser ist in erster Linie dafür zuständig, die Datenrate zu verringern: Der digitale Audio-Datenstrom einer Audio-CD (PCM) hat eine Datenrate von 176 kByte/s (= 1.408 kbit/s); ein einzelner ISDN-Kanal bietet nur 64 kbit/s, und selbst ein DSL-Anschluss mit 1024 kbit/s reicht nicht aus, um ein unkomprimiertes Tonsignal in voller CD-Qualität zu empfangen.

### Datenkompression
Spezielle psychoakustische Datenreduktionsverfahren sowie Datenkompressionsverfahren reduzieren die Datenmenge von Audio-Dateien und Streams drastisch. Diese für das Audio-Streaming erforderliche Kompression geht noch deutlich über die von MP3 hinaus. Selbst bei MP3-Dateien sind bei bestimmten Musikstücken noch bei Datenraten von 128 kbit/s störende Verzerrungen hörbar, weshalb die Encodierung mit 192 kbit/s oder höher empfohlen wird. Da beim Audio-Streaming über das Internet noch deutlich geringere Datenraten benötigt werden – eben so, dass eine möglichst breite Zielgruppe mit schmalbandiger Internet-Anbindung erreicht werden kann –, ist also prinzipbedingt mit einer vergleichsweise schlechten Tonqualität zu rechnen.

### Tonqualität
Eine unbefriedigende Qualität des Streaming kritisierte auch eine Studie der US-amerikanischen Firma Keynote Systems aus dem Oktober 2000, die belegte, dass das Internet zu langsam für die Übertragung von Musik und Video via Streaming sei. In der Studie wurde die technische Qualität von Angeboten namhafter Streaming-Anbieter wie MTV, CNN und Tower Records mit DVD-, TV- und CD-Qualität verglichen. Auf der Bewertungsskala erreichte die qualitativ hochwertige DVD die maximal möglichen 10 Punkte, während die Streaming-Angebote mit 1,19 bis maximal 3,46 Punkte die Schlusslichter der Gegenüberstellung bildeten. Als Flaschenhals wurden nicht die Internet-Anbindungen der Endkunden, sondern die Netzwerke der Internetdienstanbieter (ISP) ausgemacht.
Diese qualitativen Einschränkungen gelten vor allem für die Übertragung von Musik, bei menschlicher Sprache reichen geringere Datenraten aus. Weitgehend bedeutungslos sind die Beschränkungen des Internet-Streamings dagegen beim lokalen Streaming, also beispielsweise vom heimischen PC auf die Stereoanlage; hier stehen meist Netzwerkbandbreiten im Bereich von zehn bis 100 Mbit/s oder höher zur Verfügung, welche qualitativ hochwertige Audio-Streams erlauben.
Das Internet wurde weiter ausgebaut, die interkontinentalen Verbindungen erweitert und das Peering zwischen den Anbietern verbessert; nicht zuletzt etablierten sich auch im mitteleuropäischen Raum für große Nutzerschichten breitbandige Anbindungen des heimischen PCs, wie sie in den USA bereits seit Jahren durch Kabelmodems und verschiedene DSL-Technologien üblich waren. Die von Keynote im Jahr 2000 kritisierten qualitativen Einbußen beim Internet-Streaming haben sich verringert und erreichen mittlerweile eine Tonqualität, die durchaus mit einem einfachen UKW-Radio konkurrieren kann. Heute begrenzen nur noch wenige Internetradios ihre Streaming-Datenrate auf 64 kbit/s oder weniger, das Grundproblem bleibt jedoch auch weiterhin bei stark frequentierten Streaming-Audio- und den meisten Streaming-Video-Angeboten erhalten.

### Technik
Die zu streamenden Daten können entweder über einen normalen Webserver ausgeliefert werden (HTTP-Streaming), oder über einen speziellen Streaming-Server mit erweiterten Möglichkeiten. Der Hörer benötigt eine Software (Streaming-Client) oder ein streamingfähiges Gerät, welches die Datenpakete wieder zusammenfügt und die Angebote navigierbar macht (Senderauswahl, Starten und Stoppen des Streams etc.).
Da jegliches Streaming ein verfügbares Netzwerk voraussetzt, muss der Streaming-Audio-Hörer entweder einen Streaming-Anbieter in seinem lokalen Netz haben, oder für die Dauer des Stream-Hörens mit dem Internet verbunden sein, was dann auch ein Live-Streaming ermöglicht.

## Differenzierungsbereiche
Jedes Streaming-Verfahren ist zu unterscheiden vom Herunterladen von Dateien, bei dem sich während des Herunterladens ein mehr oder minder deutlicher Zeitversatz ergibt; diese Verzögerung kann – je nach Dateigröße – zwischen wenigen Sekunden und etlichen Stunden liegen. Solche Musik-Downloads sind beispielsweise über kommerzielle Bezahldienste, aber auch über Peer-to-Peer-Netzwerke möglich.
Streaming Audio ist auch abzugrenzen von Streaming Video; in diesem Bereich gelten aufgrund der höheren Datenrate von digitalisierten Bewegtbildfolgen noch höhere Ansprüche an die verfügbare Bandbreite als für reine Audio-Übertragungen.
Das Live-Streaming unterscheidet sich für den Endbenutzer in der Praxis kaum von einem konventionellen Hörfunkprogramm. Der Benutzer benötigt lediglich andere Endgeräte – im Regelfall wird dies ein Personal Computer und eine möglichst breitbandige Internet-Anbindung sein – und erhält dafür ein potenziell erheblich vielfältigeres Spektrum an Internetradio-„Sendern“. Erkauft wird dieser Mehrwert vor allem mit einem drastischen Verlust an Mobilität: Ein PC mit Netzanschluss ist eben empfindlicher, schwerer und weniger portabel als ein Kofferradio.
Eine größere Programmvielfalt bietet das On-demand-Streaming, bei dem der Endbenutzer gezielt und zeitversetzt auf archivierte Programmbeiträge zurückgreifen kann. Theoretisch wäre so eine universelle Jukebox mit Millionen von Musikstücken und Wortbeiträgen realisierbar, in der Praxis wird diese Utopie jedoch durch wirtschaftliche Verwertungsinteressen und rechtliche Schranken verhindert. Die Realität des On-demand-Streaming begrenzt sich daher auf verstreute Programmauszüge, die sich der Streaming-Hörer aktiv mit Hilfe von Multimedia-Suchmaschinen zusammensuchen muss.
Alternative Ansätze bietet die sogenannte „Soziale Software“. Streaming-Anbieter erlauben z. B. das Anlegen von Playlists, die jederzeit abgerufen werden können. Paradebeispiel ist CBC Radio 3, der Internetsender der kanadischen CBC in Kooperation mit NMC, New Music Canada. Hier kann man sein persönliches Programm aus tausenden Independent-Stücken zusammenstellen und jederzeit als Stream abrufen.
Ausgefeilte Kombinationen von Streaming Audio mit anderen multimedialen Elementen zu Web-basierten Präsentationen oder Konferenzen gehen in der Regel über die Fähigkeiten einfacher Streaming-Geräte hinaus und setzen proprietäre Streaming-Clients und einen Computer voraus. Die Möglichkeiten solcher Kombinationen gehen weit über einfache Hörfunk- oder Fernsehangebote hinaus, sind jedoch außerordentlich kostspielig in der Produktion und werden daher nur noch selten realisiert.

## Einsatzgebiete und Anwendungen
Es gibt zahlreiche Anwendungsmöglichkeiten für gestreamtes Tonmaterial; nicht alle denkbaren Anwendungen sind dabei bereits refinanzierbar, viele Anwendungen bewegen sich auch im Grenzbereich zur Illegalität. Die Anwendungsfelder lassen sich nach den jeweiligen Zielgruppen unterscheiden.

### B2B/B2E
Im Bereich von B2B – also von gewerblichen Angeboten von gewerblichen Anbietern an ebensolche Abnehmer – sind dies hauptsächlich die Finanzkommunikation, beispielsweise die Übertragung von Hauptversammlungen, IPO-PKs sowie Bilanzpresse- oder Analystenkonferenzen, die Übertragung von Kongressen, die Content-Lizenzierung (Syndication), sowie Schulungen und Trainings, Web-Conferencing und Web-Präsentationen. Entsprechende Anwendungen gibt es auch im Bereich von B2E, also zwischen Unternehmen und seinen Angestellten.
Im geschäftlichen Bereich sind die reinen Audio-Angebote nach Zusammenbruch der New Economy selten geworden; am häufigsten werden heute Kombinationen mit Präsentationen oder synchronisierten Texten angeboten. Interaktive Hybridsysteme mit dem Telefonnetz wie All-Streams Interactive konnten sich am Markt nicht durchsetzen und werden kaum noch angeboten. Recht erfolgreich entwickelt sich dagegen die IP-Telefonie, die jedoch nicht auf den gewerblichen Einsatz begrenzt ist.

### B2C/C2B
Im Bereich von B2C und C2B – also von gewerblichen Angeboten an Konsumenten – lassen sich vor allem die Erst- und Zweitverwertung von Content unterscheiden, weiterhin verschiedene Anwendungen im Bereich des E-Commerce wie Hörproben, Audio-on-Demand und Pay-per-listen (sog. Paid Content), das interaktive und/oder personalisierte Internetradio, das Angebot von Zusatz- und Hintergrundinformationen, Online-Archive sowie verschiedene Formen der Online-Werbung wie Markenverlängerung, Cross-Promotion und -Marketing, Rich Media Ads (multimediale Bannerwerbung) und Preroll Advertising (das Einspielen von Werbe-Jingles vor dem eigentlichen Stream).
In einer Art Pilotversuch schloss der Online-Musikdienst Napster im Zeitraum zwischen Ende 2003 und Anfang 2004 mit den US-amerikanischen Universitäten Pennsylvania State University und University of Rochester Pauschalverträge ab, die mehreren tausend Studenten Zugang zu dem Streaming-Angebot von Napster einräumte; das Angebot sollte primär die Verbreitung von unrechtmäßig vervielfältigter Musik eindämmen und wurde aus den Studiengebühren der Studierenden finanziert. Die gestreamten Musikstücke waren im WMA-Format mit einer Datenrate von 32 bis 96 kbit/s encodiert, durch Digital Rights Management (DRM) geschützt und konnten 30 Tage lang abgespielt werden, bevor die Lizenz verfiel.
Ähnliche kommerzielle Musikdienste bieten auch Apple (iTunes Store) und RealNetworks sowie Microsoft (MSN Music) für Benutzer aus den USA an. Apple hatte im Oktober 2003 über iTunes bereits 14 Millionen Musikstücke aus einem Angebot von zunächst 200.000 Titeln zu einem Preis von jeweils ca. 99 US-Cent verkauft.
In Deutschland bemühte sich ein Firmenkonsortium seit Ende 2003, die Vertriebsplattform Phonoline zu etablieren, allerdings mit bescheidenem Erfolg; im Herbst 2004 wurden Pläne bekannt, Phonoline mit dem Download-Dienst Musicload der Telekom-Tochter T-Online zusammenzulegen.
Seit einiger Zeit gibt es ein Geschäftsmodell für das Streamen digitaler Musik. Beim Erlösmodell verwenden Anbieter dieses Geschäftsmodells das Freemium-Prinzip. Der Kunde kann dabei zwischen einer kostenlosen werbefinanzierten sowie einer kostenpflichtigen Variante des Services wählen. Das kostenpflichtige Premium-Angebot, welches für einen monatlichen Festbetrag von etwa fünf bis zehn Euro erhältlich ist, beinhaltet zusätzliche Funktionen wie z. B. verbesserte Klangqualität, Zugang über eine Applikation für mobile Endgeräte inkl. Offlineverfügbarkeit und Werbefreiheit. Zu den größten Anbietern in Deutschland gehören Spotify, Simfy und Deezer.

### C2C/P2P
Die Einsatzgebiete im Bereich C2C und P2P – also zwischen Konsumenten und anderen Konsumenten – bewegt sich beim Streaming häufig jenseits des rechtlich Zulässigen, da Konsumenten in der Regel nur über äußerst begrenzte Nutzungsrechte an Tonmaterialien verfügen; gestreamte Campus-Radios sind beispielsweise in den meisten Ländern der Welt faktisch illegal, ähnliche Anwendungen bewegen sich häufig in Grauzonen.
Ein Beispiel für eine solche Peer-to-Peer-Anwendung von Streaming Audio bieten die Open-Source-Programme Streamer von Ian McLeod (seit 2001) und PeerCast von Gilles Goddard (seit 2002). Mit beiden lassen sich vom heimischen Rechner aus Internetradios betreiben; unterstützt werden die Dateiformate MP3, Theora, Vorbis, WMA, WMV und NSV, PeerCast nutzt für die Verbreitung der Streams die Infrastruktur des Gnutella-Netzwerks.
Auch kommerzielle Internetradio-Betreiber wie Radio Free Virgin setzen auf P2P-Technik; der Programmanbieter kann damit bis zu 75 Prozent seiner Bandbreitenkosten einsparen – den Transport der Daten übernehmen ja größtenteils die Teilnehmer der P2P-Netzwerke.
Ein vergleichbares kommerzielles Produkt ist das P2P-Radio von Mercora; der US-amerikanische Anbieter stellte im Juni 2004 eine Software vor, mit der ein weltumspannendes Netzwerk von privaten MP3- und WMA-Webcasts aufgebaut werden kann; der Internetradio-Client bietet außerdem noch einen Instant Messenger, Chat- und Blog-Funktionen sowie einen eigenen Mediaplayer. Finanziert werden soll das angeblich vollständig legale Vorhaben über ein Affiliate-Programm.

### Internet-Telefonie
Ein Spezialfall gestreamter Tondaten ist die IP-Telefonie; hier geht es prinzipiell auch um eine kontinuierliche Übertragung von Audiodaten, die beteiligten Endpunkte der Kommunikation sind jedoch Endverbraucher, zwischen denen letztlich eine Punkt-zu-Punkt-Verbindung aufgebaut werden muss. Daher unterscheiden sich die Anforderungen an die technischen Verfahren (z. B. Notwendigkeit eines Signalisierungsprotokolles) und auch die Software-Clients, mit denen der Endverbraucher den Dienst nutzt.

## Funktionsweise und Verfahren

### Anbieter-/Senderseite

#### Grundlagen
Prinzipiell umfasst Streaming in der Herstellung immer folgende fünf Schritte, wobei die einzelnen Anteile in den jeweiligen Arbeitsprozessen unterschiedlich stark ausgeprägt sein können:
1. Vorproduktion: Konzeption der Produktion, Finanzierungskonzept, Rechte-Clearing, evtl. Erstellung eines Skripts und die Aufgabenverteilung innerhalb der Produktionsfirma, die Akquise von Werbung für Preroll Advertising etc.
2. Produktion: Bei der Streaming-Produktion wird ein Ausgangssignal mit dem Encoder unter Verwendung spezieller Streaming-Codecs in ein Streaming-Format umgewandelt;
3. Distribution: Der fertige Stream wird vermarktet und auf technischer Seite entweder direkt über einen Streaming-Server oder über eine komplexere Form der Streaming-Distribution verteilt;
4. Wiedergabe: Der Stream wird von einem Streaming-Client empfangen.
5. Analyse: Nach der „Ausstrahlung“ erfolgt eine Auswertung der Server-Logdateien, um den Erfolg der Produktion zu messen und mit Werbekunden abzurechnen.

In der einleitenden Vorproduktions- und der abschließenden Analysephase werden Methoden eingesetzt, die in ähnlicher Form auch bei der Produktion von Tonträgern, Hörfunk- oder Fernsehsendung sowie Web- und Multimedia-Produktionen angewandt werden; im Folgenden werden daher nur die spezifischen Merkmale von Streaming Audio erörtert.

#### Produktion

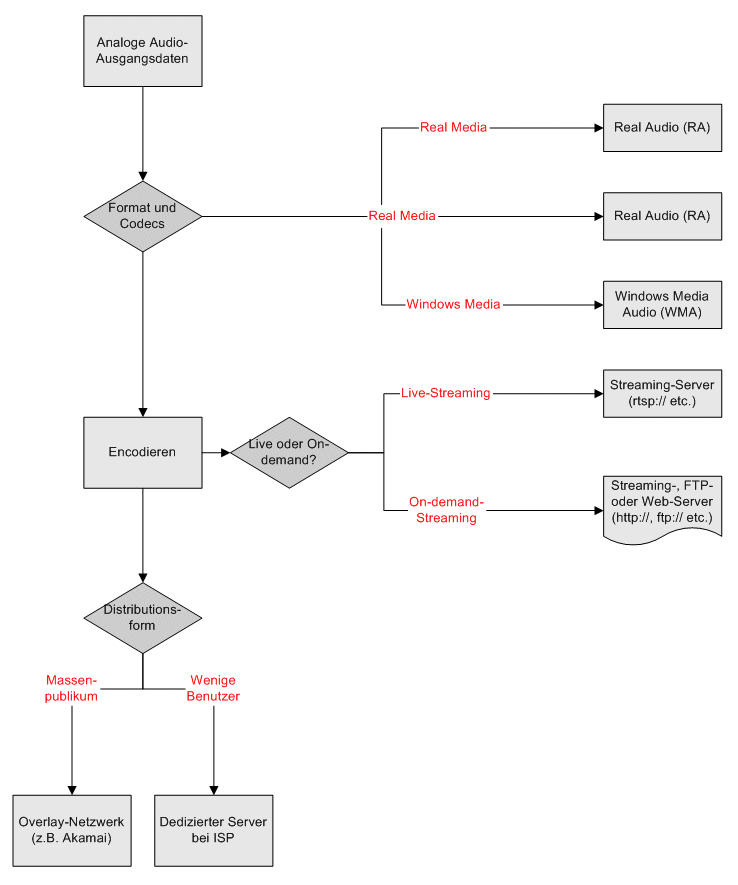
Technischer Ablauf einer Streaming-Produktion (schematisch)

Die Technik hinter gestreamten Audio-Angeboten ist in den Grundzügen recht einfach: Benötigt wird ein analoges Tonsignal, an dessen Tonqualität keine übermäßig hohen Anforderungen gestellt werden müssen. Dieses Signal wird entweder in einem handelsüblichen Computer oder über eine Spezialhardware digitalisiert, geschnitten und ggf. nachbearbeitet.
Das digitale Tonsignal wird anschließend bei der Streaming-Produktion im engeren Sinne durch einen Encoder in ein stream-fähiges Format umgewandelt; Encoder dienen primär dazu, das Eingangssignal mit Hilfe eines speziellen Streaming-Codecs möglichst optimal zu komprimieren und in ein Streaming-Format zu konvertieren; die Stärke der Kompression und damit auch die Dateigröße und die sich daraus ergebenden Anforderungen an die Bandbreite zum Endbenutzer können hier gesteuert werden. Mit der Art der Encodierung wird das Ausgangssignal also quasi für den Kunden maßgeschneidert. Als Encoder werden meistens handelsübliche Computer mit den verbreiteten Betriebssystemen Windows, GNU/Linux oder Mac OS eingesetzt. Die Encoder benötigen eine Software wie den Real Producer von RealNetworks, welche die Arbeit des Encodierens erledigt.
Gelangt das Audiosignal über eine Telefonleitung in das Sendezentrum, kann eine spezielle Hardware, ein sogenannter Telefonhybrid wie das Magic ISDN von AVT zur Verarbeitung eingesetzt werden, der bereits diverse verbreitete Codierverfahren eingebaut hat. Diese Geräte setzen einen ankommenden Telefonanruf automatisch in ein für die Studiotechnik kompatibles Audiosignal um, was dem Streaming-Anbieter die Konfiguration und Wartung von dedizierten Encoder-PCs erspart.
Die encodierte Datei wird im On-Demand-Streaming auf einem Dateiserver abgelegt oder im Live-Streaming direkt an den Streaming-Server weitergereicht.
Die grundlegende Technik hinter dem Streamen ist bis zu dieser Phase der Produktion so einfach, dass sie heutzutage prinzipiell von jedem erfahrenen Computerbenutzer und mit jedem Personal Computer durchgeführt werden kann. Die Anforderungen steigen jedoch überproportional, sobald die Komplexität des zu Streamenden Contents zunimmt. Wer beispielsweise mehrere Dutzend Live-Streams parallel übertragen muss, benötigt einen ganzen Encoder-Park; sollen die Streams zeitgleich nicht nur an eine Handvoll Teilnehmer, sondern an ein Massenpublikum ausgeliefert werden, reichen die Kapazitäten der leistungsfähigsten ISPs nicht mehr aus.

#### Distribution
Streaming Audio kann – je nach Fähigkeit des eingesetzten Streaming-Server und des dazugehörigen Clients – prinzipiell über die verbreiteten Protokolle HTTP und FTP übertragen werden. Live-Streaming (Real time streaming) setzt dagegen grundsätzlich Echtzeit-fähige Protokolle wie das RTP voraus.
Die wichtigste Anforderung an spezielle Streaming-Protokolle ist die Fehlertoleranz; bei einer schlechten Verbindung müssen mindestens fünf Prozent Verluste an Datenpaketen unhörbar und etwa zehn Prozent Verluste in akzeptabler Qualität ausgeglichen, also interpoliert, werden.
Grundsätzlich ist bei der Übertragung zu unterscheiden zwischen Unicast- und Multicast-Streaming. Diese grundlegenden Funktionsmodi von Netzwerken sind unterschiedlich gut geeignet für die Verbreitung von Daten an mehrere Empfänger: Während beim Unicasting immer Punkt-zu-Punkt-Verbindungen aufgebaut werden müssen, kann beim Multicasting eine beliebig große Anzahl von Empfängern mit ein und demselben Datenstrom versorgt werden. Daher ist Multicasting theoretisch weitaus besser für massenmediales Streaming geeignet. Es wird jedoch noch nicht von allen Routern weitergeleitet, weshalb Multicasting derzeit vor allem in lokalen Netzwerken (Kabelnetze, VDSL der Deutschen Telekom), jedoch eher selten im öffentlichen Internet genutzt wird. Künftig dürfte IP Multicast auch im Internet zunehmend das kostspielige und ressourcenfordernde Unicast verdrängen.
Weiterhin ist bei der Verteilung zu unterscheiden zwischen drahtgebundenem und drahtlosem Streaming. Das drahtgebundene Streaming setzt dieselbe Infrastruktur wie ein physikalisch verkabeltes lokales Netzwerk voraus, während das drahtlose Streaming das Wiedergabegerät weitgehend vom Standort des PCs entkoppelt. Insbesondere ab 2003 kamen zahlreiche Lösungen auf Basis dieser Technologie auf den Markt, beispielsweise der Wireless DJ von Logitech, die Devolo MicroLink-Produktfamilie oder Apples AirPort Express; hier werden drahtlose Netzwerke auf der Basis von WLAN- oder Bluetooth-Technologie aufgebaut, über die dann gestreamt werden kann.
Die Verbreitung von Internet-Streaming für ein größeres Publikum setzt entweder einen äußerst leistungsfähigen ISP voraus, oder das Overlay-Netz eines spezialisierten Streaming-Dienstleisters wie Akamai muss in Anspruch genommen werden. Der Lastverteilungsspezialist Akamai betreibt ein globales Netzwerk mit einer „intelligenten“ Betriebssoftware, die Anfragen eines Streaming-Clients nach der geografischen Herkunft analysiert und an den jeweils nächstgelegenen Server weiterleitet. Zu streamende Inhalte werden mit dieser Server-Infrastruktur repliziert und über ein Content Delivery Network (CDN) dezentral bereitgestellt. Neben Akamai existieren regionale und weiter spezialisierte Streaming-Dienstleister.

### Nutzer-/Empfängerseite

#### Programmauswahl
Der Streaming-Anwender kann aus einer Vielzahl von Angeboten auswählen, ein vollwertiges elektronisches Äquivalent zu einer gedruckten Programmzeitschrift gibt es jedoch bisher nicht. Allerdings gibt es eine Reihe von einschlägigen Anlaufstellen, vor allem die unabhängigen Streamingportale, Dienste wie Reciva und die Web-Angebote der Anbieter selbst. Einige Streaming-Clients wie Microsofts Media Player, der RealPlayer oder Winamp haben komfortable Suchfunktionen für Internetradios eingebaut, bei freien und unabhängigen Clients wie dem VLC media player muss der Nutzer dagegen den URL des gewünschten Programms selbst herausfinden und in den Client eintragen.

#### Wiedergabe

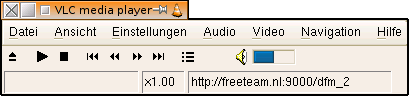
VLC media player unter Linux bei der Wiedergabe eines HTTP-Streams

Die Wiedergabe von gestreamten Übertragungen erfolgt mit einem Streaming-Client; dabei kann es sich um eine Software für den PC handeln, oder aber auch um Hardware.
Leistungsfähige Streaming-Boxen übernehmen meist auch zahlreiche Funktionen eines Streaming-Servers, während die einfacheren und preiswerteren Modelle auf einen PC mit einer oft proprietären Server-Software angewiesen sind.

## Vor- und Nachteile

### Vorteile
Nutzer-/Empfängerseite:
1. Der zeitliche Versatz durch das vollständige Herunterladen einer Datei entfällt.
2. Es muss keine komplette Datei heruntergeladen werden, ein „Reinhören“ wird möglich.

Anbieter-/Senderseite:
1. Die Einstiegsinvestitionen sind im Vergleich zu einem klassischen Sendestudio mit assoziiertem Rundfunksender zunächst vergleichsweise moderat.
2. Nach einer Analyse von Wolfgang Zieglmeier ermöglicht eine Bandbreite von einem ISDN B-Kanal (64 kbit/s) eine nahezu transparente Mono-Audioübertragung; eine der verbreiteten breitbandigen Anbindungen von Endkunden über DSL reicht somit heute aufgrund verbesserter Codecs für qualitativ hochwertiges Audio-Streaming.
3. Die Flexibilität in der Gestaltung des Formats nimmt gegenüber dem Download zu; sowohl Live-Übertragungen als auch beispielsweise Preroll Advertising werden möglich.
4. Eine Markenverlängerung auf neue mobile Endgeräte erschließt gegenüber dem konventionellen Radio – zumindest theoretisch – neue Einsatzmöglichkeiten.

### Nachteile
Nutzer-/Empfängerseite:
1. Auf Seite des Hörers ist für eine gute Wiedergabequalität von Musik eine Internetverbindung mit einer Datenübertragungsrate von mindestens 0,32 Mbit/s notwendig.[4] Die Verbindung kann z. B. über DSL, WLAN, Bluetooth oder Mobilfunknetze wie UMTS erfolgen.
2. Die Internetverbindung sollte nicht ausgelastet sein, sondern Bandbreitenreserven bieten, sonst kommt es zu einer „Netzwerkverstopfung“ (Network Congestion), und die Übertragung stockt. Dies gilt besonders für schmalbandige Internetzugänge.
3. Der Empfänger erzeugt Datenspuren, die Angriffe auf seine Anonymität ermöglichen.

Anbieter-/Senderseite:
1. Vor allem bei Verwendung des Unicast-Protokolls ist auf Seite des Produzenten ein spezieller Streaming-Server erforderlich, der durch Lizenzkosten umso teurer wird, je mehr gleichzeitige Nutzer bedient werden sollen; dieses Problem wird zunehmend durch Pauschalabrechnung durch Verwertungsgesellschaften wie die GEMA minimiert.
2. Früher standen zahlreiche inkompatible Produkte für das Streaming zur Verfügung; teilweise gibt es bei gleicher Bitrate erhebliche qualitative Unterschiede zwischen den einzelnen Systemen. Anbieter, die eine möglichst große Zielgruppe erreichen möchten, mussten daher für mehrere Ausgangsformate encodieren, was den Produktionsaufwand vervielfacht; weil heute zunehmend offene Formate wie MP3 und MP4/AAC verwendet werden, ist dieses Problem aber beinahe überwunden.
3. Das gestreamte Signal erfordert große bis enorme Übertragungsbandbreiten oder ein Overlay-Netzwerk; in jedem Fall wird die Übertragung umso teurer, je mehr Rezipienten erreicht werden, während die Ausstrahlungskosten beim konventionellen Rundfunk weitgehend unabhängig von der Anzahl der Rezipienten sind. Das liegt daran, dass der Anbieter jedem Client einen eigenen Stream senden muss (Unicast), während normaler Rundfunk nur einmal ein Signal sendet, das aber jeder Client aufnehmen kann (Broadcast). Einen Ausweg aus diesem Dilemma bieten Broadcasting-, Peer-to-Peer-Streaming und modernes Multicasting.

## Rahmenbedingungen

### Urheber-/ Verwertungsrechte und Rechteverwaltung
Rechteinhaber an Content wie Sony BMG Music Entertainment im Musikbereich oder DFL/DFB im Bereich der Fußball-Bundesliga sind daran interessiert, ihre wirtschaftlichen Interessen zu schützen. Werden Inhalte an kommerzielle Anbieter lizenziert, sollen Dritte nicht unentgeltlich partizipieren können. Zu diesem Zweck wurden Methoden wie das Digital Rights Management (DRM) entwickelt, mit denen die Nutzung und Verbreitung von Inhalten besser kontrolliert werden soll.
Gestreamte Daten sind zwar prinzipiell besser geschützt vor einer illegalen „Zweitverwertung“ als Downloads, allerdings wurden bisher alle Kopierschutzverfahren der verbreiteten Streaming-Formate entschlüsselt oder umgangen. Grundsätzlich gilt, dass Audio-Inhalte immer zumindest analog abgegriffen werden können, so lange irgendwo eine transparente Digital-Analog-Wandlung stattfindet, also spätestens am Audio-Ausgang der Soundkarte.
Für das Aufzeichnen (Rippen) von gestreamten Inhalten werden freie und kommerzielle Produkte angeboten.

### Lizenzgebühren
Webcaster müssen Lizenzgebühren für ihre Programme abführen.
In Deutschland führte die Verwertungsgesellschaft GEMA bereits im Juni 2001 pauschale Monatsgebühren für Webradios ein.
Der Musikverband International Federation of the Phonographic Industry (IFPI) bietet seit Ende 2003 eine weltweit gültige Lizenz für Webradios an.
Eine vergleichbare internationale Lizenz gibt es schon länger für konventionelle Hörfunksender, die ihre Programme zusätzlich online anbieten: Die sogenannte Simulcast-Lizenz.
Im Februar 2004 einigten sich verschiedene Interessenverbände der Wirtschaft mit Internet-Radios über die Höhe der zu entrichtenden Lizenzgebühren: Die Webradios müssen rund 0,07 US-Cent pro Musiktitel und Zuhörer zahlen oder alternativ 1,17 US-Cent pro Sendestunde; als dritte Alternative können Anbieter, die ihre Programme als Abonnement vermarkten, pauschal 10,9 Prozent der Umsätze an die Musikindustrie abführen.
Nach Angaben der IFPI übertrugen Ende 2003 allein in den USA rund 1.250 Internetradios ihre Programme mit IFPI-Lizenzen.

### Patente
Auch im Software-Bereich entstehen zunehmend Rechtsstreitigkeiten aufgrund von Trivialpatenten; so beansprucht beispielsweise die Firma Acacia Research unter der Bezeichnung Digital Media Transmission (DMT) diverse Patente in den USA und mehreren europäischen Ländern (EP-Patent 566662, deutsches Patent 69230250) für die Übertragung von Streaming-Angeboten via Kabel, Satellit oder LAN. Das Unternehmen versucht seit Juli 2003, diese Patentansprüche vor Gericht durchzusetzen. Zu den bisher prominentesten Lizenznehmern zählt der Unterhaltungs- und Medienkonzern Disney mit seinen Tochterfirmen ESPN und ABC News.
Was Acacia bereits 1991 als Patent anmeldete, ist keine konkrete Technologie, sondern die Idee, auf Seite des Clients eine Dekompression von audiovisuellen Daten in Echtzeit durchzuführen; Acacia beansprucht also Rechte aus Geistigem Eigentum am Streaming an sich und nicht an einer bestimmten Implementierung. Ob die von Acacia angemeldeten Patente auch in Europa in vollem Umfang rechtskräftig werden, befand sich 2004 noch in Prüfung.

## Geschichte und Entwicklung
Erste Versuche mit Streaming Media im engeren Sinne stammen aus dem Jahr 1994, als Progressive Networks, das spätere RealNetworks, die ersten speziellen Streaming-Formate entwickelte.
Mit der New Economy blühte auch der Streaming-Bereich auf; zahlreiche Angebote wurden entwickelt und ausprobiert; mit Einbrechen der ökonomischen Krise des Internets machte sich jedoch Ernüchterung breit, als man feststellte, dass die meisten Geschäftsmodelle betriebswirtschaftlich nicht tragbar waren.
Heute hat sich das Streaming in einigen Nischenbereichen fest etabliert, beispielsweise in Form der Internetradios. Umfangreiche Streaming-Angebote betreiben heute jedoch nur noch strategisch operierende Unternehmen wie T-Online, die versuchen, die mehr oder minder attraktiven Breitbandangebote mittelfristig am Markt zu etablieren.
Die intensive Diskussion um Art und Ausmaß einer Medienkonvergenz zwischen traditionellen Medien und Internet-basierten Angeboten ist noch nicht abgeschlossen; die meisten Indikatoren deuten jedoch darauf hin, dass in näherer Zukunft weniger mit einer Verdrängung der klassischen Massenmedien, als vielmehr mit einer dauerhaften Koexistenz zu rechnen ist.
Eine ausführlichere Geschichte und Entwicklung des Streaming Media ist an anderer Stelle ausgearbeitet.

## Plattformen
- SHOUTcast und Icecast, die am weitesten verbreiteten systemoffenen Audio-Streaming-Plattformen

## Spezielle Formen
- Beim Multiroom wird in mehrere Räume eines Gebäudes synchron gestreamt.